# Endozervikale Hyperplasie
Die Endozervikale Hyperplasie ist eine vor allem bei Meerschweinchen auftretende Erkrankung des Gebärmutterhalses, die durch die Zunahme von Drüsen zu einer Verdickung der Schleimhaut (Endocervix) führt. Die Erkrankung ist häufig mit Zysten des Rete ovarii vergesellschaftet, der kausale Zusammenhang ist aber bislang ungeklärt. Klinisch kann die Erkrankung mit einem Haarausfall am Rumpf einhergehen. Die Vergrößerung des Gebärmutterhalses kann zu einer Schwellung der Vulva und einer Schleimansammlung in der Scheide führen. Die Diagnose wird durch Sonografie gestellt. Die Therapie besteht in einer Entfernung der Eierstöcke, Eileiter und der Gebärmutter (Ovariohysterektomie).